# Підводна війна
Підводна війна — різновид збройної боротьби, який разом з війною на поверхні, повітряною війною і мінною (протимінною) війною, складають основу ведення війни на морі у відповідній морській зоні. Сучасні підводні сили флотів різних країн складаються в основному з дизель-електричних і атомних підводних човнів, озброєних торпедами, ракетами і ядерною зброєю, а також найсучаснішим локаційним обладнанням для успішної атаки підводних човнів, надводних суден і наземних цілей. Підводні човни застосовуються в інтересах морської розвідки, забезпечення зв'язку, висадки спеціальних сил або як засіб стримування. У деяких флотах вони також використовуються у контексті стратегії демонстрації сили. Ефективність підводної війни частково залежить від ефективності відповідного застосування протилежною стороною засобів протичовнової оборони.
З часів Першої світової війни Німецька імперія вперше у військовій історії людства розпочала необмежену підводну війну, при якому її підводні човни топили цивільні торгові і вантажні судна ворожих або нейтральних країн без попередження. Ця форма ведення підводної війни була найгрубішим порушенням правил ведення морської війни, визначених гаазькими конвенціями 1907 року і Женевськими конвенціями 1949 року.